# Кейн, Мэри
Мэри Кейн — американская легкоатлетка, которая специализируется в беге на средние дистанции.

## Биография
Родилась в Нью-Йорке в семье Чарли и Мэри Кейнов. Первоначально занималась плаванием, но потом перешла в лёгкую атлетику. 16 февраля 2013 года на соревнованиях Millrose Games установила мировой рекорд среди юношей в беге на 1 милю в помещении — 4.28,25. Рекордсменка США среди юниоров на дистанциях 800 и 1500 метров. На чемпионате мира среди юниоров 2012 года заняла 6-е место в беге на 1500 метров. Чемпионка США 2013 года в беге на 1 милю в помещении. На чемпионате мира 2013 года в Москве заняла 10-е место на дистанции 1500 метров.
На церемонии награждения лучших легкоатлетов мира в Монако 16 ноября 2013 года получила премию в номинации «Восходящая звезда».
16 января 2014 года на соревнованиях в Бостонском университете установила мировой рекорд среди юниоров в беге на 1000 метров — 2.39,25. 8 февраля на соревнованиях Boston Indoor Games превзошла собственный мировой рекорд в беге на 1000 метров — 2.35,80.
24 июля стала чемпионкой мира среди юниоров на дистанции 3000 метров, установив личный рекорд — 8.58,48.